# Mahdavīyeh
Mahdavīyeh (persiska: مَهدَويِّه) är en ort i Iran.   Den ligger i provinsen Hamadan, i den nordvästra delen av landet, 290 km sydväst om huvudstaden Teheran. Mahdavīyeh ligger 1 856 meter över havet och antalet invånare är 229.
Terrängen runt Mahdavīyeh är huvudsakligen kuperad, men den allra närmaste omgivningen är platt. Mahdavīyeh ligger nere i en dal.Runt Mahdavīyeh är det ganska tätbefolkat, med 192 invånare per kvadratkilometer. Närmaste större samhälle är Komāzān, 9,9 km nordost om Mahdavīyeh. Trakten runt Mahdavīyeh består i huvudsak av gräsmarker.